# هدا گابلر (فیلم ۱۹۲۵)
هدا گابلر (انگلیسی: Hedda Gabler) یک فیلم صامت به کارگردانی فرانتس اکشتاین محصول سال ۱۹۲۵ است که بر پایهٔ نمایش‌نامهٔ هدا گابلر اثر هنریک ایبسن ساخته شد.

## بازیگران
- آستا نیلسن
- پال مورگان
- فریدا ریشارد
- آلبرت اشتاینروک
- گرگوری حمارا
- کته هاک